# Instytut Informacji Naukowej i Studiów Bibliologicznych Wydziału Historycznego Uniwersytetu Warszawskiego

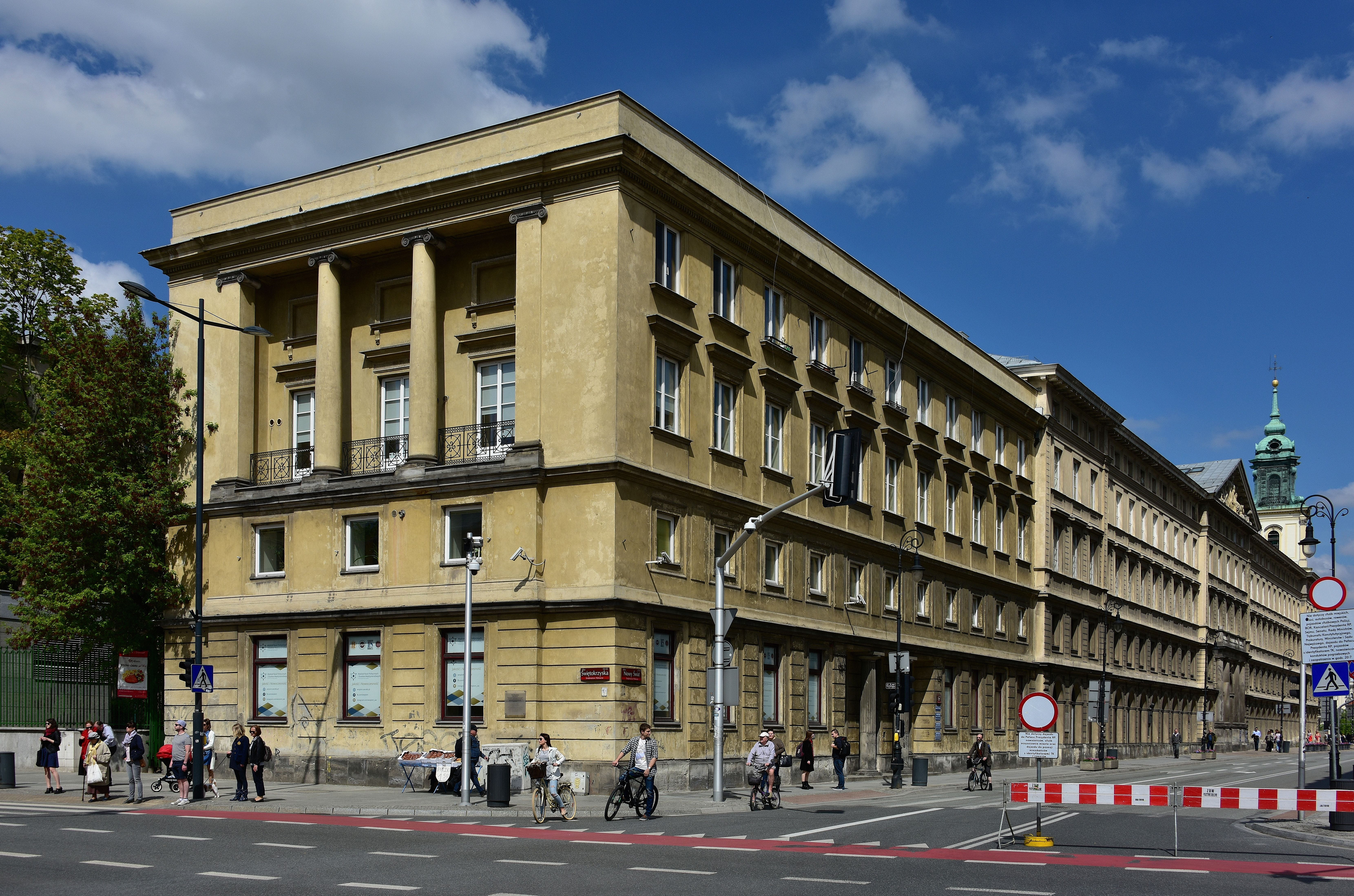
Pałac Zamoyskich, siedziba Instytutu

Instytut Informacji Naukowej i Studiów Bibliologicznych Uniwersytetu Warszawskiego (IINiSB UW) – istniejąca w latach 1968–2016 jedna z siedmiu jednostek dydaktycznych wchodzących w skład Wydziału Historycznego UW. W instytucie studiowało w roku akademickim 2015/2016 ponad 1000 słuchaczy, w tym około 300 na studiach stacjonarnych, około 800 na studiach zaocznych i 300 na studiach podyplomowych.
.

## Historia
W 1951 roku na Uniwersytecie Warszawskim została powołana Katedra Bibliotekoznawstwa UW, którą kierował profesor Aleksander Birkenmajer. W roku 1968 Katedra Bibliotekoznawstwa UW została przekształcona w Instytut Bibliotekoznawstwa i Informacji Naukowej. Początkowo instytut znajdował się w budynku wydziału filozofii UW, a od 1979 r. znajduje się w obecnej siedzibie. Obecna nazwa placówki obowiązuje od 1997 roku. 1 września 2016 Instytut Informacji Naukowej i Studiów Bibliologicznych, wraz z Instytutem Dziennikarstwa (będącym dotychczas częścią Wydziału Dziennikarstwa i Nauk Politycznych), został przekształcony w Wydział Dziennikarstwa, Informacji i Bibliologii Uniwersytetu Warszawskiego.

## Program i założenia studiów
Warszawska Katedra Bibliotekoznawstwa od początku specjalizowała się w badaniach i kształceniu przede wszystkim w zakresie współczesnej problematyki książki i jej instytucji. Student po ukończeniu studiów w IINiSB powinien posiadać umiejętność zaspakajania potrzeb związanych z wyszukiwaniem i udostępnianiem informacji wszelkim grupom społecznym. Absolwenci powinni oferować zapewnienie społeczności powszechnego dostępu do informacji, zapewnienie transmisji informacji między jej wytwórcą i odbiorcą a równocześnie ochrona prawa własności informacji, prawa autora do jego dzieła, prawa użytkownika do prywatności. Instytut oferował uzyskanie specjalistycznych kwalifikacji oraz umiejętności dynamicznego przekształcania środowiska informacyjnego.

## Kierunki kształcenia
Instytut kształcił studentów w zakresie informacji naukowej i bibliotekoznawstwa. Na studiach magisterskich istniała możliwość podjęcia następujących specjalizacji:
- Architektura informacji i wiedzy
- Biblioteki w systemie oświaty
- Biblioterapia
- Dokumentacja elektroniczna i jej przechowywanie
- Edytorstwo
- Wiedza o dawnej książce
- Informacja biznesowa
- Informacja i komunikacja w europejskich instytucjach kultury
- Internet
- Organizacja i zarządzanie bibliotekami
- Systemy informacyjne/Bazy danych
- Zarządzanie informacją i wiedzą

O otworzeniu danej ścieżki magisterskiej decydowały Władze Instytutu po przeprowadzeniu ankiet wśród studentów 3 roku studiów licencjackich.
Instytut prowadził również studia podyplomowe:
- Podyplomowe Studia Bibliotekoznawstwa
- Podyplomowe Studia Informacji Naukowej
- Podyplomowe Studia Polityki Wydawniczej i Księgarstwa
- Podyplomowe Studia Zarządzania Informacją i Technologii Informacyjnej

## Organizacja (rok akademicki 2015/2016)
Dyrektor Instytutu Informacji Naukowej i Studiów Bibliologicznych – prof. dr hab. Dariusz Kuźmina
Zastępca dyrektora do spraw ogólnych: dr Michał Zając
Zastępca dyrektora do spraw studenckich: dr hab. Anna Kamler
Instytut Informacji Naukowej i Studiów Bibliologicznych dzielił się na cztery zakłady:
- Zakład bibliotekoznawstwa,
- Zakład systemów informacyjnych,
- Zakład historii, teorii i metodyki bibliografii,
- Zakład wiedzy o książce.

## Adres
- Uniwersytet Warszawski – Wydział Historyczny
- Instytut Informacji Naukowej i Studiów Bibliologicznych
- ul. Nowy Świat 69
- 00-927 Warszawa